# Folkets hus, Malmberget
Folkets hus i Malmberget, kallat Nordan, är beläget längs Järnvägsgatan i Malmberget i Gällivare kommun. Det nuvarande Folkets hus invigdes 1973 och kommer avvecklas i och med samhällsomvandlingen av Malmberget och Gällivare.
Under 1800-talet var "Finn-Jakobs bastu" på Kaptensvägen den viktigaste möteslokalen i Malmbergets kåkstad och det var där som fackrörelsen bildades 1895. 1896 öppnades det första Folkets hus i korsningen Kaptensvägen-Hertiggatan. 1956 byggdes ett nytt Folkets hus, som på grund av rivningarna runt Kaptensområdet revs 1973 och ersattes av det nybyggda Folkets hus, som fick namnet Nordan.
Nordan upptar ett helt kvarter och är uppförd i rödbruna betongelement med platt tak i fyra våningar. Golvytan är 4 100 kvadratmeter. Vid uppförandet inrymde Nordan utställningslokaler, studierum, ett bibliotek och en biografsalong med plats för 308 personer. Några av Nordans hyresgäster under de första åren var LKAB, VPK, SSU, ABF, Norrskensflamman, hyresgästföreningen, Korpen, Folksam, Gruvfyran, Jakt- och Fiske, Socialdemokraterna, Handels och FCO.

## Bilder

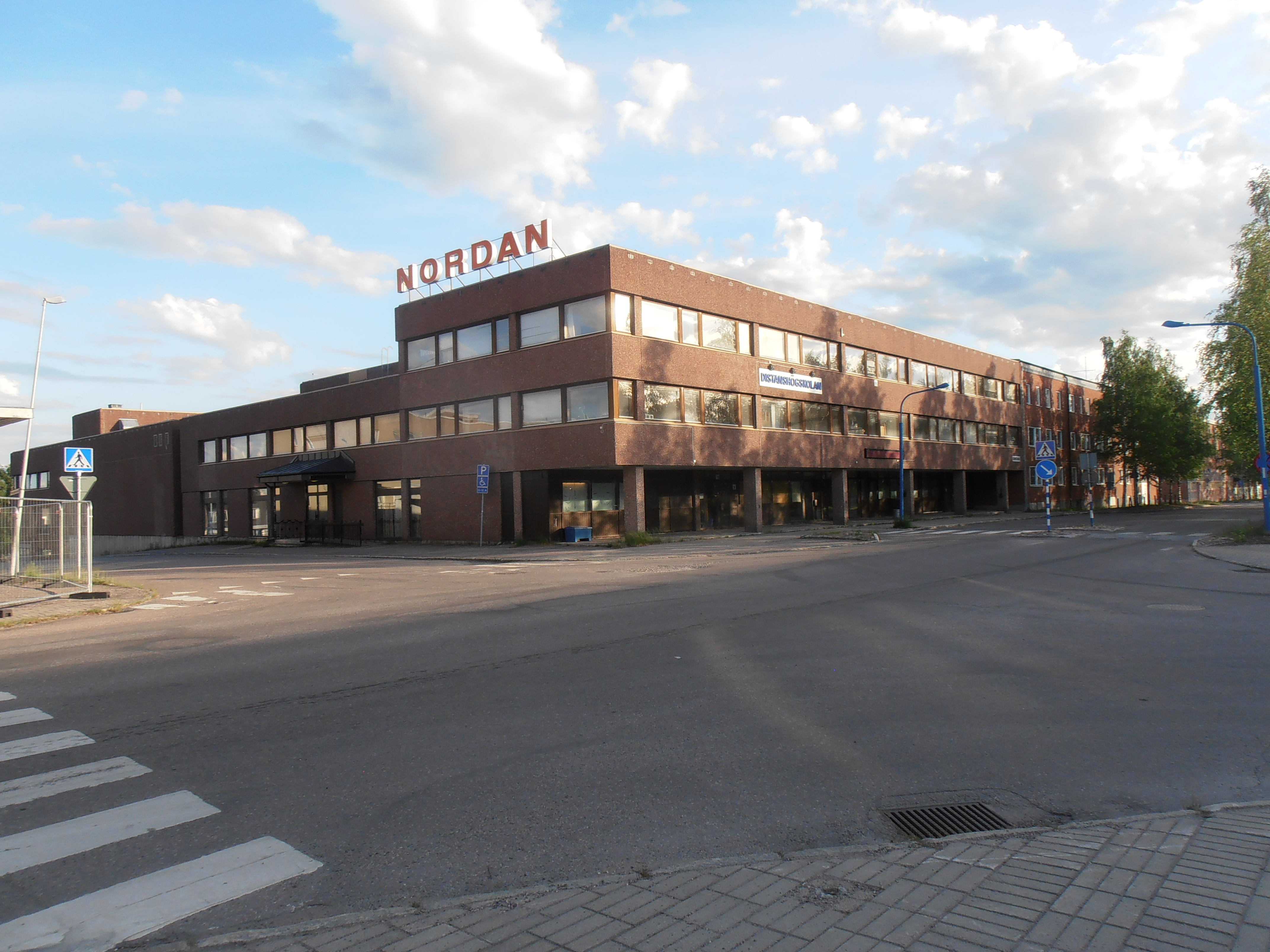
Nordans fasad mot Järnvägsgatan sett från busstationen, juni 2020
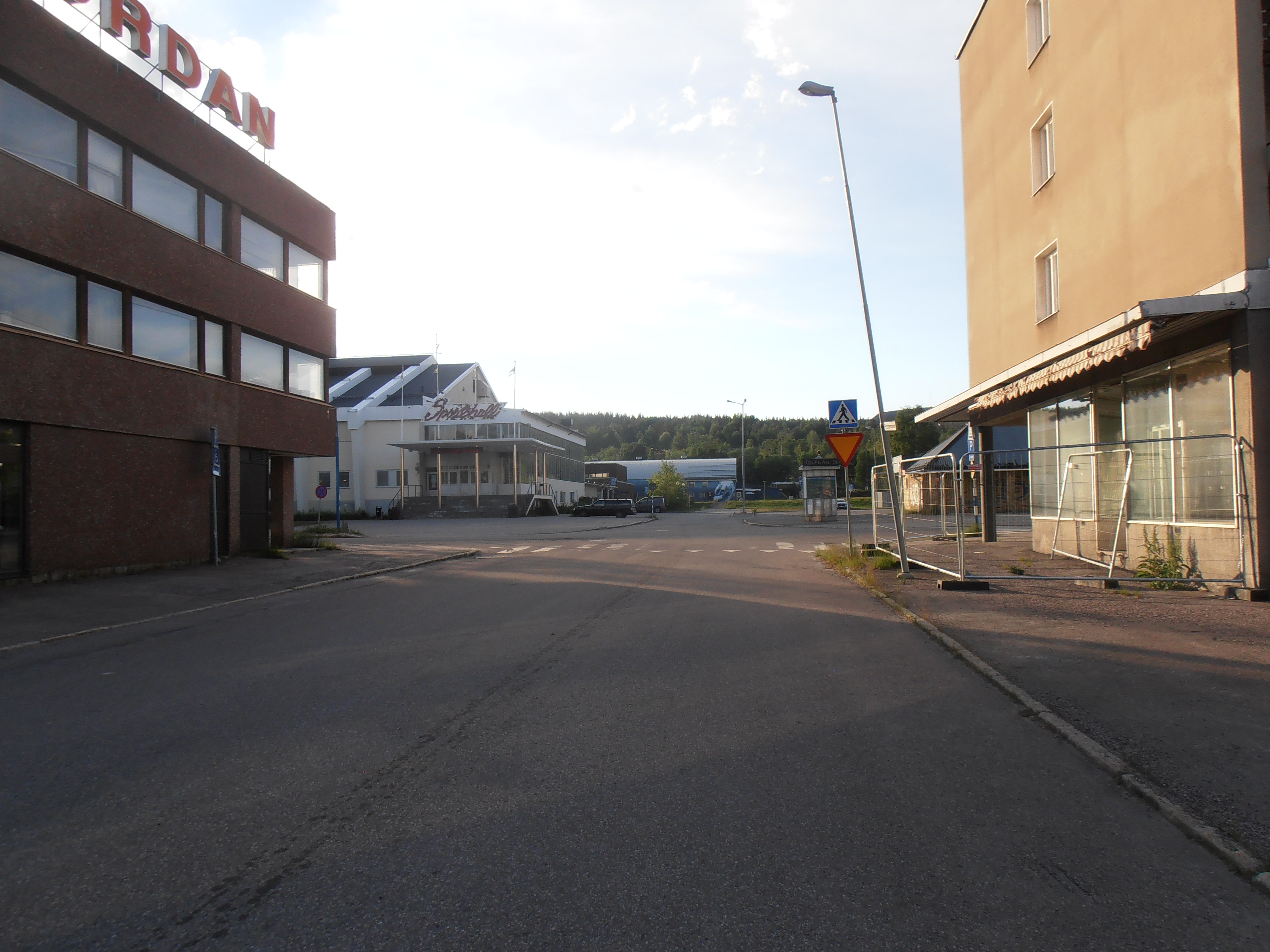
Presidentgatan i riktning mot Järnvägsgatan; i center syns Sporthallen, till vänster ses Nordan och till höger ses slutet på Focuslängan